# Gerhard Schøning

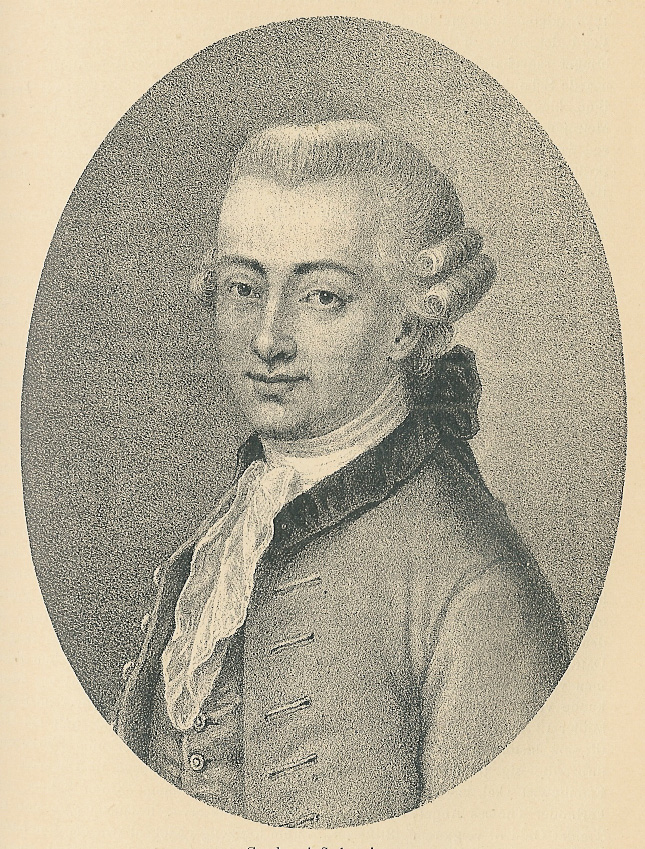
Gerhard Schøning.

Gerhard Schøning, född den 2 maj 1722 på Skotnes, Buksnes härad, Lofoten, död den 18 juli 1780 i Köpenhamn, var en norsk historiker. Han tillhörde samma släkt som Jakob Schøning.
Schøning blev student 1742 och magister 1748 i Köpenhamn samt efterträdde 1751 sin förre lärare och välgörare Benjamin Dass som rektor i Trondhjem. Samma år utgav han Forsøg til de nordiske Landes, serdeles Norges gamle Geographi och 1757 (tillsammans med Suhm) Forbedringer til den gamle danske og norske Historie. De båda historikerna inbjöds av biskop Johan Ernst Gunnerus att grundlägga (1760) ett lärt sällskap, som sedan fick namnet Det Kongelige Norske Videnskabers Selskab, till vars första handlingar Schøning lämnade flera värdefulla bidrag.
År 1762 utgav Schøning sin klassiska Beskrivelse over Trondhjems Domkirke. År 1765 utnämndes Schøning till professor i latin och historia vid Sorø Akademi, utgav 1769 Om de norskes og en del andre nordiske Folks Oprindelse, en inledning till hans stora verk Norges Riges Historie (2 band, 1771–1773; band 3, som går till 995, utgavs 1783). För att samla stoff till en fortsättning därav företog Schøning 1773–1775 en resa genom Norge och gjorde därunder intressanta historiska och antikvariska anteckningar (utgivna i 2 häften 1778–1782; i sin helhet utgivna av Rygh 1910).
Han måste emellertid avbryta resan för att tillträda platsen som geheimearkivarie och utgav som sådan en upplaga av Snorre Sturlassons Heimskringla (med latinsk och dansk översättning, 3 band 1777–1783; fortsatt av andra med 3 band, 1813–1826; originaltexten omtryckt i Uppsala 1816–1829). Schøning var en av sin tids bästa prosaister i den norsk-danska litteraturen.